# 대한민국의 교과서
“교과서”라 함은 학교에서 학생들의 교육을 위하여 사용되는 학생용의 서책ㆍ음반ㆍ영상 및 전자저작물 등을 말한다.(교과용도서에 관한 규정제2조(정의))

## 현대 한국의 교과서 분류
교과용도서에 관한 규정에 따르면 교과서 및 지도서를 포함한 '교과용도서'의 구분은 국정도서, 검정도서, 인정도서로 구분된다.
"국정도서”라 함은 교육부가 저작권을 가진 교과용도서를 말하며, “검정도서”라 함은 교육부장관의 검정을 받은 교과용도서를, “인정도서”라 함은 국정도서ㆍ검정도서가 없는 경우 또는 이를 사용하기 곤란하거나 보충할 필요가 있는 경우에 사용하기 위하여 교육부장관의 인정을 받은 교과용도서를 말한다. 교과용도서 국검인정 구분 고시에 따라서 교과서를 심의하는 기관이 다르다.

<2015 개정 교육과정의 국검인정도서 구분>
- 국정도서 - 초등학교(총 42책): 바른 생활/슬기로운 생활/즐거운 생활 주제별 8책, 국어 20책, 도덕, 4책, 수학, 8책, 안전한 생활 2책
- 검정도서 - 초등학교(총 59책): 사회 및 사회과부도 9책, 수학 및 수학익힘 16책, 과학 및 실험관찰 16책, 실과 2책, 체육 4책, 음악 4책, 미술 4책, 영어 4책 - 중학교(총 23책): 국어 6책, 사회 ①/②,  사회과 부도, 역사 ①/②, 역사 부도,  도덕 ①/②, 수학 1, 2, 3, 과학 1, 2, 3, 영어 1, 2, 3 - 고등학교(총 39책): 국어, 화법과 작문, 독서, 언어와 매체, 문학, 수학, 수학Ⅰ,수학Ⅱ, 미적분, 확률과 통계, 기하, 영어, 영어 회화, 영어Ⅰ, 영어 독해와 작문, 영어Ⅱ, 통합사회, 한국지리, 세계지리, 한국사, 세계사, 동아시아사, 경제, 정치와 법, 사회․문화,,생활과 윤리, 윤리와 사상, 지리 부도, 역사 부도, 통합과학, 과학탐구실험, 물리학Ⅰ, 화학Ⅰ, 생명과학Ⅰ, 지구과학Ⅰ, 물리학Ⅱ,    화학Ⅱ, 생명과학Ⅱ, 지구과학Ⅱ
- 인정도서 - 중학교(총 21책): 기술·가정 ①/②, 정보, 체육 ①/②, 음악 ①/②, 미술 ①/②, 한문, 환경, 생활 독일어,  생활 프랑스어,  생활 스페인어,  생활 중국어, 생활 일본어, 생활 러시아어, 생활 아랍어, 생활 베트남어, 보건, 진로와 직업 - 고등학교 보통 교과(총 62책): 실용 국어, 심화 국어, 실용 수학, 경제 수학, 인공지능 수학, 실용 영어, 영어권 문화, 진로 영어, 여행지리, 사회문제 탐구, 고전과 윤리, 과학사, 생활과 과학, 융합과학, 체육, 운동과 건강, 스포츠 생활, 체육 탐구, 음악, 미술, 연극, 음악 연주, 음악 감상과 비평, 미술 창작, 미술 감상과 비평, 기술・가정, 정보, 인공지능 기초, 농업 생명 과학, 공학 일반, 창의 경영, 해양 문화와 기술, 가정과학, 지식 재산 일반, 독일어Ⅰ, 프랑스어Ⅰ, 스페인어Ⅰ, 중국어Ⅰ,  일본어Ⅰ, 러시아어Ⅰ, 아랍어Ⅰ, 베트남어Ⅰ, 독일어Ⅱ, 프랑스어Ⅱ, 스페인어Ⅱ, 중국어Ⅱ, 일본어Ⅱ, 러시아어Ⅱ, 아랍어Ⅱ, 베트남어Ⅱ, 한문I, 한문Ⅱ, 철학, 논리학, 심리학, 교육학, 종교학, 진로와 직업, 보건, 환경, 실용 경제, 논술 - 고등학교 전문교과 Ⅰ(총 111책): 심화 수학I, 심화 수학II, 고급 수학I, 고급 수학II, 고급 물리학, 고급 화학, 고급 생명과학, 고급 지구과학, 물리학 실험, 화학 실험, 생명과학 실험, 지구과학 실험, 정보과학, 생태와 환경, 스포츠 개론, 체육과 진로 탐구, 체육 지도법, 육상 운동, 체조 운동, 수상 운동, 개인․대인 운동, 단체 운동/ 스포츠 경기 체력, 스포츠 경기 분석, 음악이론, 음악사/ 시창․청음, 미술 이론, 미술사, 무용의 이해, 무용과 몸,무용과 매체, 무용 감상과 비평, 문예 창작 입문, 문학 개론, 고전문학 감상, 현대문학 감상, 연극의 이해, 연기, 연극 감상과 비평, 영화의 이해, 시나리오, 영화 감상과 비평, 사진의 이해, 영상 제작의 이해, 심화 영어 회화Ⅰ, 심화 영어 회화Ⅱ, 심화 영어Ⅰ, 심화 영어 Ⅱ, 심화 영어 독해Ⅰ, 심화 영어 독해Ⅱ, 심화 영어 작문Ⅰ, 심화 영어 작문Ⅱ, 전공 기초 독일어, 독일어 회화Ⅰ, 독일어 회화Ⅱ, 독일어 독해와 작문Ⅰ, 독일어 독해와 작문Ⅱ, 독일어권 문화, 전공 기초 프랑스어, 프랑스어 회화Ⅰ, 프랑스어 회화Ⅱ, 프랑스어 독해와 작문Ⅰ, 프랑스어 독해와 작문Ⅱ, 프랑스어권 문화, 전공 기초 스페인어, 스페인어 회화Ⅰ, 스페인어 회화Ⅱ, 스페인어 독해와 작문Ⅰ, 스페인어 독해와 작문Ⅱ, 스페인어권 문화, 전공 기초 중국어, 중국어 회화Ⅰ, 중국어 회화Ⅱ, 중국어 독해와 작문Ⅰ, 중국어 독해와 작문Ⅱ, 중국 문화, 전공 기초 일본어, 일본어 회화Ⅰ, 일본어 회화Ⅱ, 일본어 독해와 작문Ⅰ, 일본어 독해와 작문Ⅱ, 일본 문화, 전공 기초 러시아어, 러시아어 회화Ⅰ, 러시아어 회화Ⅱ, 러시아어 독해와 작문Ⅰ, 러시아어 독해와 작문Ⅱ, 러시아 문화, 전공 기초 아랍어, 아랍어 회화Ⅰ, 아랍어 회화Ⅱ, 아랍어 독해와 작문Ⅰ, 아랍어 독해와 작문Ⅱ, 아랍 문화, 전공 기초 베트남어, 베트남어 회화Ⅰ, 베트남어 회화Ⅱ, 베트남어 독해와 작문Ⅰ, 베트남어 독해와 작문Ⅱ, 베트남 문화, 국제 정치, 국제 경제, 국제법, 지역 이해, 한국 사회의 이해, 비교 문화, 세계 문제와 미래 사회, 국제 관계와 국제기구, 현대 세계의 변화, 사회 탐구 방법  - 고등학교 전문교과 Ⅱ(총 472책): 성공적인 직업생활, 상업 경제, 기업과 경영, 사무 관리, 회계 원리, 회계 정보 처리 시스템, 기업 자원 통합 관리, 세무 일반, 유통 일반, 국제 상무, 비즈니스 영어, 금융 일반, 보험 일반, 마케팅과 광고, 창업 일반, 커뮤니케이션, 전자 상거래 일반, 총무, 노무 관리, 비서, 인사, 사무 행정, 예산･자금, 회계 실무, 세무 실무, 구매 조달, 자재 관리, 공정 관리, 품질 관리, 공급망 관리, 물류 관리, 수출입 관리, 창구 사무, 금융 상품 세일즈, 카드 영업, 증권 거래 업무, 무역 금융 업무, 보험 모집, 손해 사정, 고객 관리, 전자 상거래 실무, 매장 판매, 방문 판매, 인간 발달, 보육 원리와 보육 교사, 보육 과정, 아동 생활 지도, 아동 복지, 보육 실습, 생활 서비스 산업의 이해, 복지 서비스의 기초, 사회 복지 시설의 이해, 공중 보건, 간호의 기초, 보건 간호, 기초 간호 임상 실무, 영･유아 놀이 지도, 영･유아 교수 방법, 영･유아 건강･안전･영양 지도, 대인 복지 서비스, 사회 복지 시설 실무, 디자인 제도, 디자인 일반, 조형, 색채 관리, 컴퓨터 그래픽, 미디어 콘텐츠 일반, 문화 콘텐츠 산업 일반, 영상 제작 기초, 시각 디자인, 제품 디자인, 실내 디자인, 방송 콘텐츠 제작, 영화 콘텐츠 제작, 음악 콘텐츠 제작, 광고 콘텐츠 제작, 게임 콘텐츠 제작, 애니메이션 콘텐츠 제작, 만화 콘텐츠 제작, 캐릭터 제작, 스마트 문화 앱 콘텐츠 제작, 미용의 기초, 미용 안전･보건, 관광 일반, 관광 사업, 관광 서비스, 관광 영어, 관광 일본어, 관광 중국어, 헤어 미용, 피부 미용, 메이크업, 네일 미용, 여행 서비스 실무, 호텔 객실 서비스 실무, 호텔 식음료 서비스 실무, 카지노･유원 시설 서비스 실무, 식품과 영양, 급식 관리, 한국 조리, 서양 조리, 중식 조리, 일식 조리, 소믈리에, 바리스타, 바텐더, 공업 일반, 기초 제도, 토목 일반, 토목 도면 해석과 제도, 토목 기초 실습, 건축 일반, 건축 도면 해석과 제도, 건축 기초 실습, 조경, 토공･포장 시공, 측량, 지적, 공간 정보 구축, 건축 목공 시공, 건축 도장 시공, 창호 시공, 단열･수장 시공, 철근 콘크리트 시공, 건축 마감 시공, 조경 시공, 조경 관리, 조경 설계, 기계 제도, 기계 기초 공작, 전자 기계 이론, 기계 일반, 자동차 일반, 냉동 공조 일반, 유체 기계, 자동차 기관, 자동차 섀시, 자동차 전기･전자 제어, 선체 도면 독도와 제도, 선박 이론, 선박 구조, 선박 건조, 항공기 일반, 항공기 실무 기초, 기계요소 설계, 기계 제어 설계, 선반 가공, 밀링 가공, 연삭 가공, 컴퓨터 활용 생산, 측정, 성형 가공, 방전 가공, 레이저 가공, 워터제트 가공, 플라스마 가공, 사출 금형 설계, 사출 금형 제작, 사출 금형 품질 관리, 사출 금형 조립, 프레스 금형 설계, 프레스 금형 제작, 프레스 금형 품질 관리, 프레스 금형 조립, 기계 수동 조립, 운반 하역 기계 설치･정비, 건설 광산 기계 설치･정비, 섬유 기계 설치･정비, 공작 기계 설치･정비, 고무 플라스틱 기계 설치･정비, 농업용 기계 설치･정비, 승강기 설치･정비, 냉동 공조 설계, 냉동 공조 설치, 냉동 공조 유지･보수 관리, 자동차 전기･전자 장치 정비, 자동차 엔진 정비, 자동차 섀시 정비, 자동차 차체 정비, 자동차 도장, 자동차 정비 검사, 선체 가공, 선체 조립, 선박 도장, 선체 품질 관리, 기장 생산, 전장 생산, 선장 생산, 선실 의장 생산, 선체 생산 설계, 항공기 기체 제작, 항공기 엔진･프로펠러 제작, 항공기 전기･전자 장비 제작, 항공기 기체 정비, 항공기 가스 터빈 엔진 정비, 항공기 왕복 엔진 정비, 항공기 프로펠러 정비, 항공기 계통 정비, 항공기 전기･전자 장비 정비, 헬리콥터 정비, 항공기 정비 관리, 재료 시험, 세라믹 재료, 세라믹 원리･공정, 재료 일반, 산업 설비, 주조, 제선, 제강, 금속 열처리, 금속 재료 가공, 금속 재료 신뢰성 시험, 압연, 비철 금속 제련, 도금･도장, 전기･전자 재료, 광학 재료, 내열 구조 재료, 생체 세라믹 재료, 유리･법랑, 내화물, 연삭재, 도자기, 시멘트, 탄소 제품, 판금 제관, 배관, 피복 아크 용접, 가스 텅스텐 아크 용접, 이산화탄소･가스 메탈 아크 용접, 서브머지드 아크 용접, 로봇 용접, 공업 화학, 제조 화학, 단위 조작, 화학 분석, 화학 물질 관리, 공정 제어, 석유 화학 제품, 고분자 제품 제조, 무기 공업 화학, 정밀 화학제품 제조, 바이오 화학제품 제조, 플라스틱 성형과 가공, 생산 품질 관리와 설비 관리, 섬유 재료, 섬유 공정, 염색･가공 기초, 의류 재료 관리, 패션 디자인의 기초, 의복 구성의 기초, 패션 마케팅, 방적, 방사･사가공, 제포, 염색･가공, 텍스타일 디자인, 구매 생산 관리, 생산 현장 관리, 패션 디자인의 실제, 패턴 메이킹, 비주얼 머천다이징, 서양 의복 구성과 생산, 니트 의류 생산, 가죽･모피 디자인과 생산, 패션 소품 디자인과 생산, 한국 의복 구성과 생산, 패션 상품 유통 관리, 전기 회로, 전기 기기, 전기 설비, 자동화 설비, 전기･전자 기초, 전자 회로, 전기･전자 측정, 디지털 논리 회로, 수력 발전 설비 운용, 화력 발전 설비 운용, 원자력 발전 설비 운용, 송변전 배전 설비 운용, 전기 기기 제작, 내선 공사, 외선 공사, 자동 제어 기기 제작, 자동 제어 시스템 운용, 전기 철도 시공 운용, 철도 신호 제어 시공 운용, 전자 부품 생산, 전자 부품 개발, 전자 기기 소프트웨어 개발, 전자 기기 개발, 정보 통신 기기 개발, 정보 통신 기기 소프트웨어 개발, 반도체 개발, 반도체 제조, 반도체 재료 제조, 디스플레이 생산, 디스플레이 장비 부품 개발, 로봇 하드웨어 개발, 로봇 소프트웨어 개발, 통신 일반, 통신 시스템, 정보 통신, 방송 일반, 정보 처리와 관리, 컴퓨터 구조, 프로그래밍, 자료 구조, 컴퓨터 시스템 일반, 컴퓨터 네트워크, 무선 통신 구축･운용, 유선 통신 구축･운용, 초고속망 서비스 관리 운용, 방송 제작 시스템 운용, 네트워크 프로그래밍, 시스템 운영 및 네트워크 운영, 컴퓨터 보안, 시스템 프로그래밍, 소프트웨어 구조, 응용 프로그래밍, 데이터베이스 프로그래밍, 식품 과학, 식품 위생, 식품 가공 기술, 식품 분석, 곡물 가공, 식품 품질 관리, 수산 식품 가공, 면류 식품 가공, 두류 식품 가공, 축산 식품 가공, 건강 기능 식품 가공, 유제품 가공, 김치･반찬 가공, 음료･주류 가공, 제과, 제빵, 인쇄 일반, 디지털 이미지 재현, 출판 일반, 공예 일반, 공예 재료와 도구, 프리프레스, 평판 인쇄, 특수 인쇄, 후가공, 출판 편집, 금속 공예, 도자기 공예, 목공예, 석공예, 섬유 공예, 보석 감정, 보석 디자인, 환경 화학 기초, 인간과 환경, 산업 안전 보건 기초, 환경 보건 관리, 환경 공정 관리, 환경 생태 관리, 생활 환경 관리, 환경 측정 관리, 기계 안전 관리, 전기 안전 관리, 건설 안전 관리, 화공 안전 관리, 비파괴 검사, 농업 이해, 농업 기초 기술, 농업 경영, 재배, 농촌과 농지 개발, 농산물 유통, 농산물 유통 관리, 농산물 거래, 관광 농업, 환경 보전, 친환경 농업, 생명 공학 기술, 농업 정보 관리, 농산 식품 가공, 원예, 생산 자재, 조경 식물 관리, 화훼 장식 기초, 산림 휴양, 산림 자원, 임산 가공, 동물 자원, 반려동물 관리, 실험 동물과 기타 가축, 농업 기계, 농업 기계 공작, 농업 기계 운전･작업, 농업과 물, 농업 토목 제도･설계, 농업 토목 시공･측량, 해양의 이해, 수산･해운 산업 기초, 해양 생산 일반, 해양 정보 관리, 해양 오염･방제, 전자 통신 기초, 전자 통신 운용, 수산 일반, 수산 생물, 수산 양식 일반, 수산 경영, 수산물 유통, 양식 생물 질병, 해양 환경과 자원, 해양 레저 관광, 요트 조종, 잠수 기술, 수도작 재배, 전특작 재배, 종자 생산, 농업 환경 개선, 농촌 체험 상품 개발, 농촌 체험 시설 운영, 채소 재배, 과수 재배, 화훼 재배, 화훼 장식, 임업 종묘, 산림 조성, 산림 이용, 산림 보호, 임산물 생산, 버섯 재배, 펄프 제조, 목재 가공, 가금 사육, 젖소 사육, 한우 사육, 돼지 사육, 말 사육, 종축, 사료 생산, 동물 약품 제조, 연안 어업, 근해 어업, 원양 어업, 내수면 어업, 염 생산, 어업 자원 관리, 어업 환경 개선, 해면 양식, 내수면 양식, 수산 종묘 생산, 수산 생물 질병 관리, 어촌 체험 시설 운영, 어촌 체험 상품 개발, 수상 레저 기구 조종, 항해 기초, 해사 일반, 해사 법규, 선박 운용, 선화 운송, 항만 물류 일반, 해사 영어(전자저작물 CD 포함), 항해사 직무, 해운 일반, 열기관, 선박 보조 기계, 선박 전기･전자, 기관 실무 기초, 기관 직무 일반, 항해, 선박 통신, 선박 기관 운전, 선박 갑판 관리

- 대한민국의 교육과정
- 대한민국의 초등학교 교과목
- 대한민국의 중학교 교과목
- 대한민국의 고등학교 교과목